# Stenomacrus deletus
Stenomacrus deletus là một loài tò vò trong họ Ichneumonidae.